# IBM 702

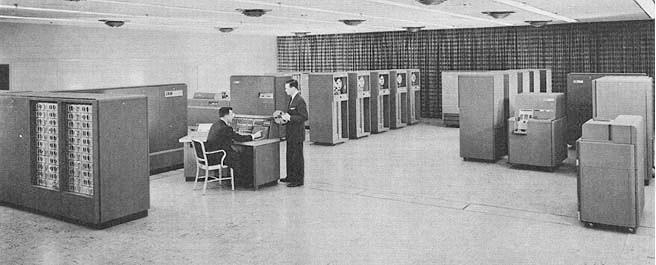
IBM 702: Зліва направо: пам'ять на трубках Вільямса, центральний процесор 702, принтер 717, консоль оператора, пристрій керування принтером 757, пристрій керування накопичувачем на магнітній стрічці, пам'ять на магнітному барабані 732, п'ять накопичувачів на магнітній стрічці 727, зчитувач перфокарт, перфоратор і пристрій керування зчитувачем/перфоратором.

IBM 702 — комерційний комп'ютер фірми IBM. Створений як відповідь на UNIVAC I — перші комп'ютери з використанням магнітних стрічок. У IBM 702 було менше обчислювальної потужності, ніж в IBM 701 і UNIVAC 1103, які застосовувалися для наукових обчислень, тому машина використовувалася у сфері бізнес-обчислень.
Про випуск IBM 702 було оголошено 25 вересня 1953 року, перший серійний екземпляр було встановлено у липні 1955 року.
Наступником IBM 702 з серії 700/7000 був IBM 705, в якому відбувся перехід на пам'ять на магнітних осердях.

## Опис
Пам'ять системи базувалася на електростатичному зберіганні даних. Оперативна пам'ять могла складатися з 14, 28, 42, 56 або 70 трубок Вільямса з ємністю 1000 біт кожна (об'єм оперативної пам'яті 2000 до 10000 7-бітових символів (з кроком[що це?] 2000 символів)). Ще 14 трубок Вільямса з ємністю 512 біт кожна були потрібні для двох 512-символьних акумуляторів.
Повна система включала блоки:
- Центральний процесор IBM 702
- Зчитувач перфокарт IBM 712
- Пристрій керування зчитувачем перфокарт IBM 756
- Принтер IBM 717
- Блок керування принтером IBM 757
- Перфоратор IBM 722
- Пристрій керування перфоратором IBM 758
- Накопичувач на магнітній стрічці IBM 727[en]
- Пристрій керування накопичувачем на магнітній стрічці IBM 752
- Накопичувач на магнітному барабані IBM 732